# Duje Dukan
Duje Dukan (nacido el 4 de diciembre de 1991 en Split) es un jugador de baloncesto croata que también posee la nacionalidad estadounidense. Con 2,08 metros de altura, juega en las posiciones de ala-pívot o de pívot en las filas del Landstede Hammers de la BNXT League. Nacido en Croacia e hijo del que fuera también jugador profesional Ivica Dukan, se trasladó a Estados Unidos a los 10 meses de edad.

## Trayectoria deportiva

### Universidad
Jugó durante cuatro temporadas con los Badgers de la Universidad de Wisconsin, en las que promedió 3,1 puntos y 1,7 rebotes por partido, siendo subcampeón de la NCAA en 2015 tras perder la final ante la Universidad de Duke.

### Profesional
Tras no ser elegido en el Draft de la NBA de 2015, se unió a los Sacramento Kings en la NBA Summer League, fichando por el equipo el 22 de julio y disputando un único encuentro en la NBA en el que anotó 6 puntos y capturó 4 rebotes en 24 minutos. Seguidamente fue adscrito a los Reno Bighorns de la G-League, donde promedió 14.5 puntos y 4.3 rebotes. 
Comenzó la temporada 2016/17 en el Cedevita de la liga croata, disputando un total de 11 encuentros (incluyendo dos de Eurocup) antes de regresar en febrero de 2017 a la G-League para fichar con los Windy City Bulls, donde acreditó unos promedios de 9.6 puntos y 3.4 rebotes. Permaneció en la G-League las siguientes campañas, y así en 2017/18 jugó para los mencionados Bulls y para los Fort Wayne Mad Ants (medias de 3 puntos y 1.1 rebotes en total), y en 2018/19 jugó en los Oklahoma City Blue y en los Capital City Go-Go (combinando 8.7 puntos y 3.7 rebotes por encuentro). 
En la temporada 2019-20 formó parte de la plantilla del Movistar Estudiantes en la Liga Endesa con el que promedió 4,8 puntos y 1,9 rebotes en 14 minutos de media, disputando un total de 21 partidos.
En la campaña 2020/21 firma por el Tau Castelló de la Liga LEB Oro, promediando 7 puntos y 2.2 rebotes.
El 4 de octubre de 2021, firma con el Cáceres Patrimonio de la Humanidad de LEB Oro. En la temporada 2021/22 acredita 9 puntos y 3.7 rebotes por encuentro, además de un 41.7% de acierto en tiros de tres puntos.
El 27 de noviembre de 2022 se incorpora al Landstede Hammers de la BNXT League, completando la temporada 2022/23 con unos registros de 15.4 puntos, 42% en triples y 5.4 rebotes por noche.

## Estadísticas de su carrera en la NBA

### Temporada regular
| Año     | Equipo     | PJ | PT | MPP  | %TC  | %3P  | %TL  | RPP | APP | ROB | TPP | PPP |
| ------- | ---------- | -- | -- | ---- | ---- | ---- | ---- | --- | --- | --- | --- | --- |
| 2015-16 | Sacramento | 1  | 0  | 24.0 | .200 | .400 | .000 | 4.0 | 1.0 | 1.0 | 0.0 | 6.0 |
| Total   | Total      | 1  | 0  | 24.0 | .200 | .400 | .000 | 4.0 | 1.0 | 1.0 | 0.0 | 6.0 |